# Ludwig Cohnstaedt
Ludwig Cohnstaedt (geboren 17. August 1847 in Oels, Niederschlesien;  gestorben 24. Dezember 1934 in Frankfurt am Main) war ein deutscher Wirtschaftsjournalist und Redakteur.

## Leben
Ludwig Cohnstaedt absolvierte eine Ausbildung zum Kaufmannsgehilfen. 1870/71 kämpfte er Kriegsfreiwilliger im Deutsch-Französischen Krieg. Er arbeitete ab 1872 in einem Frankfurter Bankinstitut. Von 1877 bis 1909 wirkte er als Redakteur vom Handelsteil der Frankfurter Zeitung. 1909 wurde er Hauptgeschäftsführer.

## Schriften (Auswahl)
- Zur Silberfrage. Eine Studie. Frankfurt am Main : Jaegersche, 1876.
- Die neue Geschäfts- und Börsensteuer in der Praxis. Erläuterungen. Frankfurt am Main : Rommel, 1885.
- Goldwährung und Bimetallismus. Eine Skizze. Berlin : Volks-Zeitung, 1893.
- Die Vorschläge der Börsen-Enquete-Kommission. Berlin : Volks-Zeitung, 1894.
- Geldzuwachs und Warenpreise. Frankfurt am Main : Societät, 1895.